# العار (سيرة روائية)

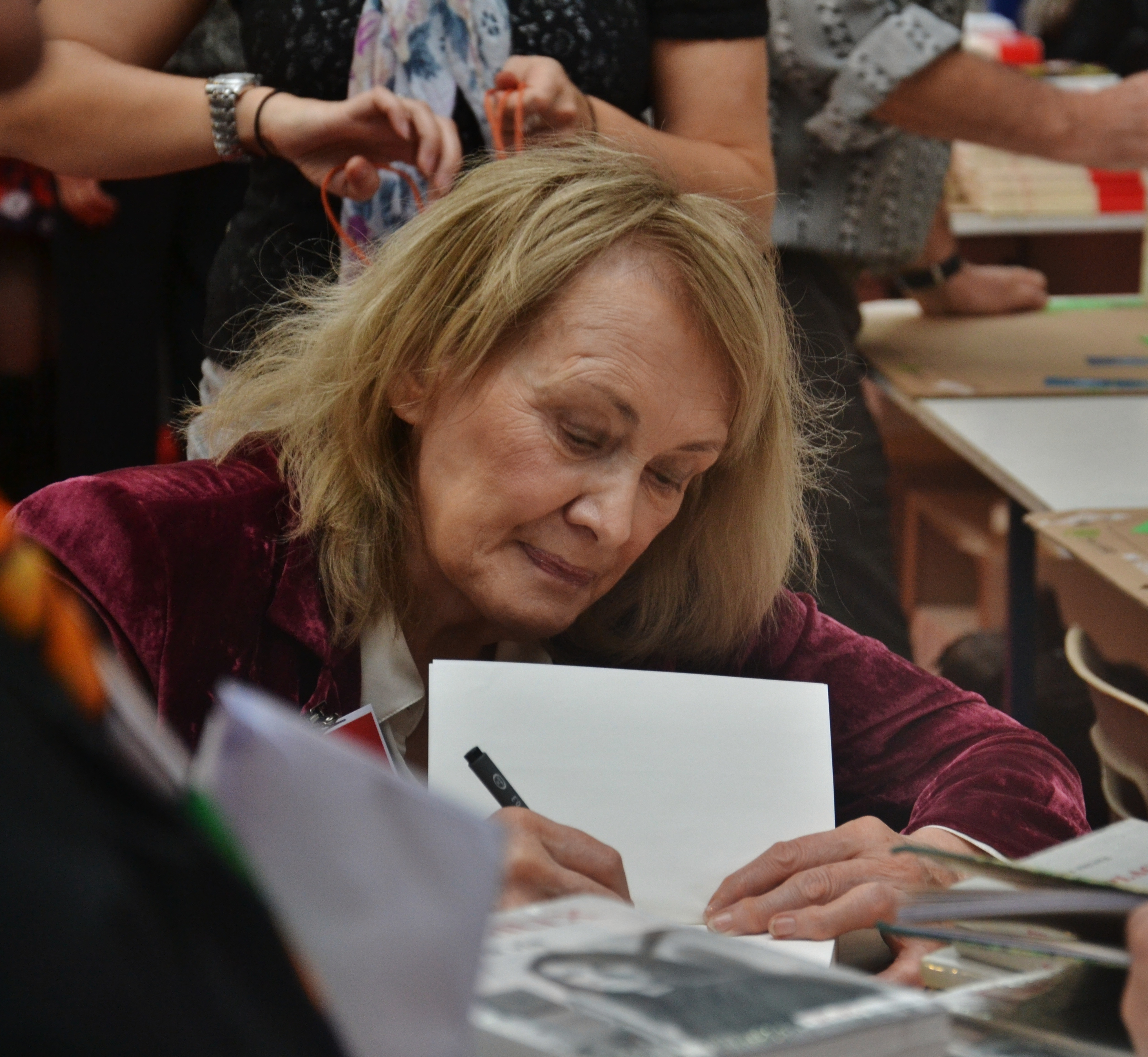
آني إرنو، مؤلفة كتاب العار

العار، سيرة روائية للكاتبة الفرنسية، آني إرنو، الحائزة على جائزة نوبل في الأدب عام 2022، صدرت سنة 1997 عن دار غاليمار، ونقلها إلى اللغة العربية مبارك مرابط عن دار منشورات الجمل سنة 2022. وتتميز بالغوص في الأنا الحميمية وسبر أعماق المحيط الاجتماعي وتفكيكه، وهو أسلوب تميزت به الكاتبة في مختلف أعمالها وقد وصفته لجنة نوبل بالشجاعة وبالدقة السريرية في اكتشاف الجذور والابتعاد عن القيود الجماعية للذاكرة الشخصية. كما وصفت صحيفة نيويورك تايمز المؤلَّف بأنه "تشريح سريري للحظات الأكثر إذلالاً في حياة الكاتبة".

## عن الكتاب
تعطي الكاتبة آني إرنو في كتابها "العار"، صورة بانورامية عن مجتمعها الريفي فترة ما بعد الحرب العالمية الثانية، وتقدم عملاً نابعاً من أحداث واقعية حدثت لها على هيئة "سيرة روائية"، حيث تعترف بحدث مفجع تمثل في محاولة والدها قتل والدتها إثر شجار عابر، عندما كانت ابنة الـ 12 ربيعاً، وتعتبرها لحظة فاصلة في حياتها، لم تتمكن من الكتابة عنها إلا بعد مرور 40 عاماً، لذلك فهي تغوص في تلك السنة، التي كانت ممزقة بين التربية الدينية والرغبة في الابتعاد. وتعزو سبب كتابة عملها "العار" إلى رغبتها الدائمة بتأليف "كتب يستحيل علي الحديث عنها فيما بعد، كتب يستحيل معها تحمل نظرة الآخر"، متسائلة "هل يمكن للكتابة أن تجلب لي عاراً في مستوى ذلك الذي أحسسته في عامي الثاني عشر؟".
الأقسام
قسمت آني إرنو المؤلف إلى أربعة أقسام، بدءًا من الحادثة التي شكلت صدمة قاسية على حياتها، ومدينتها الريفية ومدرستها الكاثوليكية ورحلتها الدينية مع والدتها.
القسم الأول: افتُتِح النص بمشهد محاولة والدها قتل أمها يوم الأحد يونيو بعد الظهر سنة 1952، مع عرض ما سبقه من أحداث وما تلاه.
القسم الثاني: وصْف دقيق للمدينة التي نشأت فيها الكاتبة  والتي تعد مصدر عار كبير لها.
القسم الثالث: ركّز على وصف المدرسة الكاثوليكية الخاصة التي تدرس بها والتعليم الديني الذي تلقته، وامتثالها وخضوعها بكل تلقائية للقوانين والقواعد التي تحكمه وتنظمه. ورفض معلماتها لأي فيلم أو كتاب قد يبعد التلاميذ عن الطريق الصحيح. وكيف كانت تشعر بالرغبة في الهروب من واقعها. كما تذكر كيف كانت ترسل بطاقات بريدية لشخصيات وهمية بأسماء مشكلة تلقائيًا من الكتيبات التي تتلقاها، مما يعبر عن رغبتها في عالم آخر ومساهمة ذلك في تغذية الشعور بالخجل الذي كانت تشعر به كجزء من جسدها.
القسم الرابع: سَرْد الرحلة الدينية  التي قامت بها رفقة والدها إلى مزار ديني شهير بمدينة لورد بفرنسا، في أغسطس 1952، أي بعد مرور شهرين فقط من مشهد محاول القتل. مما جعلها توقن أن هناك عالمين وأنها تنتمي إلى العالم الأدنى.